# Liste der Baudenkmale in Sponholz
In der Liste der Baudenkmale in Sponholz sind alle denkmalgeschützten Bauten der Gemeinde Sponholz (Mecklenburg-Vorpommern) und ihrer Ortsteile aufgelistet. Grundlage ist die Veröffentlichung der Denkmalliste des Landkreises Mecklenburg-Strelitz mit dem Stand vom 18. März 2011. 

## Baudenkmale nach Ortsteilen

### Sponholz
| ID   | Lage                    | Bezeichnung                                                                            | Beschreibung | Bild                                                                                   |
| ---- | ----------------------- | -------------------------------------------------------------------------------------- | --- | -------------------------------------------------------------------------------------- |
| 1037 | Am Bahnhof (Karte)      | Bahnhof mit:                                                                           | |                                                                                        |
| 1037 | Am Bahnhof 1 (Karte)    | - Empfangsgebäude                                                                      | | Weitere Bilder                                                                         |
| 1037 | Am Bahnhof 3, 4 (Karte) | - Güterabfertigungsgebäude                                                             | | * Güterabfertigungsgebäude                                                             |
| 1037 | Am Bahnhof 2, 3 (Karte) | - eingeschossigem Bahnarbeiterhaus mit Stall                                           | | * eingeschossigem Bahnarbeiterhaus mit Stall                                           |
| 1038 | Dorfstraße 1 (Karte)    | Schloss mit Parkresten                                                                 | Sanierungsbedürftiger, 2-geschossiger Putzbau von 1745 nach Plänen von Baumeister Julius Löwe mit 3-geschossigem Mittelrisalit. Innen sind einige Stuckdecken und Supraporten-Reliefs erhalten. |                                                                                        |
| 1039 | Dorfstraße (Karte)      | Kirche mit Feldsteineinfriedung, Grabstelen und Glocke (im freistehenden Glockenstuhl) | | Kirche mit Feldsteineinfriedung, Grabstelen und Glocke (im freistehenden Glockenstuhl) |
| 1040 | Dorfstraße (Karte)      | Kriegerdenkmal 1914/18                                                                 | | Kriegerdenkmal 1914/18                                                                 |

### Sponholzer Mühle
| ID | Lage   | Bezeichnung                          | Beschreibung | Bild |
| -- | ------ | ------------------------------------ | ------------ | ---- |
|    | Nr. 34 | ehem. Wassermühle mit Scheune (1913) |              |      |

### Rühlow
| ID | Lage               | Bezeichnung                      | Beschreibung | Bild           |
| -- | ------------------ | -------------------------------- | ------------ | -------------- |
|    | (Karte)            | Kirche mit Feldsteintrockenmauer |              | Weitere Bilder |
|    | Lieper Weg 2 und 3 | Bauernhaus                       |              |                |
|    | Rühlower Damm 23   | Wohnhaus des Kirchengutshofes    |              |                |
|    | Rühlower Damm 25   | Pfarrhaus mit Wirtschaftsgebäude |              |                |

### Warlin
| ID | Lage              | Bezeichnung                               | Beschreibung | Bild           |
| -- | ----------------- | ----------------------------------------- | ------------ | -------------- |
|    | Anklamer Straße 2 | Pfarrhaus                                 |              |                |
|    | Hauptstraße 16    | Schmiede                                  |              |                |
|    | (Karte)           | Kirche und Glocke                         |              | Weitere Bilder |
|    |                   | Kriegerdenkmal 1939/45 (auf dem Friedhof) |              |                |